# Offshore-Windpark Gode Wind I
Gode Wind 1 ist der Name eines Offshore-Windparks in der deutschen Ausschließlichen Wirtschaftszone in der südlichen Nordsee, der im Jahr 2017 in Betrieb ging.

Lage von Gode Wind 1 innerhalb der Windparks in der Deutschen Bucht

## Lage
Die Gesamtfläche des Windparks beträgt rund 37 km². Das Gebiet liegt 33 km nördlich der Insel Norderney und 38 km nördlich von Juist mit Wassertiefen von 26 bis 35 Meter.

## Geschichte
Projektiert wurde der Windpark von PNE Wind. Im August 2012 erwarb Dong Energy die Rechte an dem Windpark.
Nach dem ursprünglichen Antrag der PNE Wind aus dem Jahr 2001 erteilte das Bundesamt für Seeschifffahrt und Hydrographie (BSH) am 28. August 2006 auf Grundlage der Seeanlagenverordnung die Genehmigung zum Bau und Betrieb von 80 Windenergieanlagen (WEA) mit einer Gesamtnennleistung von maximal 400 MW. Auf Antrag der PNE Wind wurde die Genehmigung am 22. November 2010 zunächst auf 77 WEA mit einer Gesamtnennleistung von maximal 462 MW geändert.
Nach Übernahme des Projektes durch Dong Energy wurde am 9. November 2012 die Änderung auf die endgültige Größe von 55 WEA mit einer Gesamtnennleistung von maximal 440 MW beantragt. Die finale Änderung wurde am 31. Juli 2013 genehmigt.
Im April 2015 begannen die Bauarbeiten in Gode Wind 1 und im benachbarten Gode Wind 2. Die Monopile-Fundamente wurden in Rostock durch die EEW Group gefertigt und mithilfe der Innovation eingebracht. Im Mai 2016 wurde die letzte WEA mithilfe der Sea Challenger durch A2SEA installiert.
Die offizielle Einweihung des Windparks fand am 27. Juni 2017 in der Dänischen Botschaft in Berlin statt.
Beteiligungsstruktur von Gode Wind 1 (Stand: 1. Juli 2019):
| Anteil | Anteilseigner                       |
| ------ | ----------------------------------- |
| 50 %   | Ørsted                              |
| 25 %   | Glennmont Partners                  |
| 25 %   | The Renewables Infrastructure Group |

## Windenergieanlagen
Ursprünglich sollten 54 WEA des Typs Senvion 6.2M126 mit 6,15 MW Nennleistung und einem Rotordurchmesser von 126 Metern zum Einsatz kommen. Ein entsprechender Vertrag mit dem Hersteller wurde im März 2012 geschlossen. Der neue Eigentümer Dong Energy hat sich 2013 für eine Umplanung zugunsten von 55 getriebelosen Anlagen des Typs Siemens SWT-6.0 entschieden, die eine Nennleistung von 6 MW und einen Rotordurchmesser von 154 Metern aufweisen.

## Netzanbindung

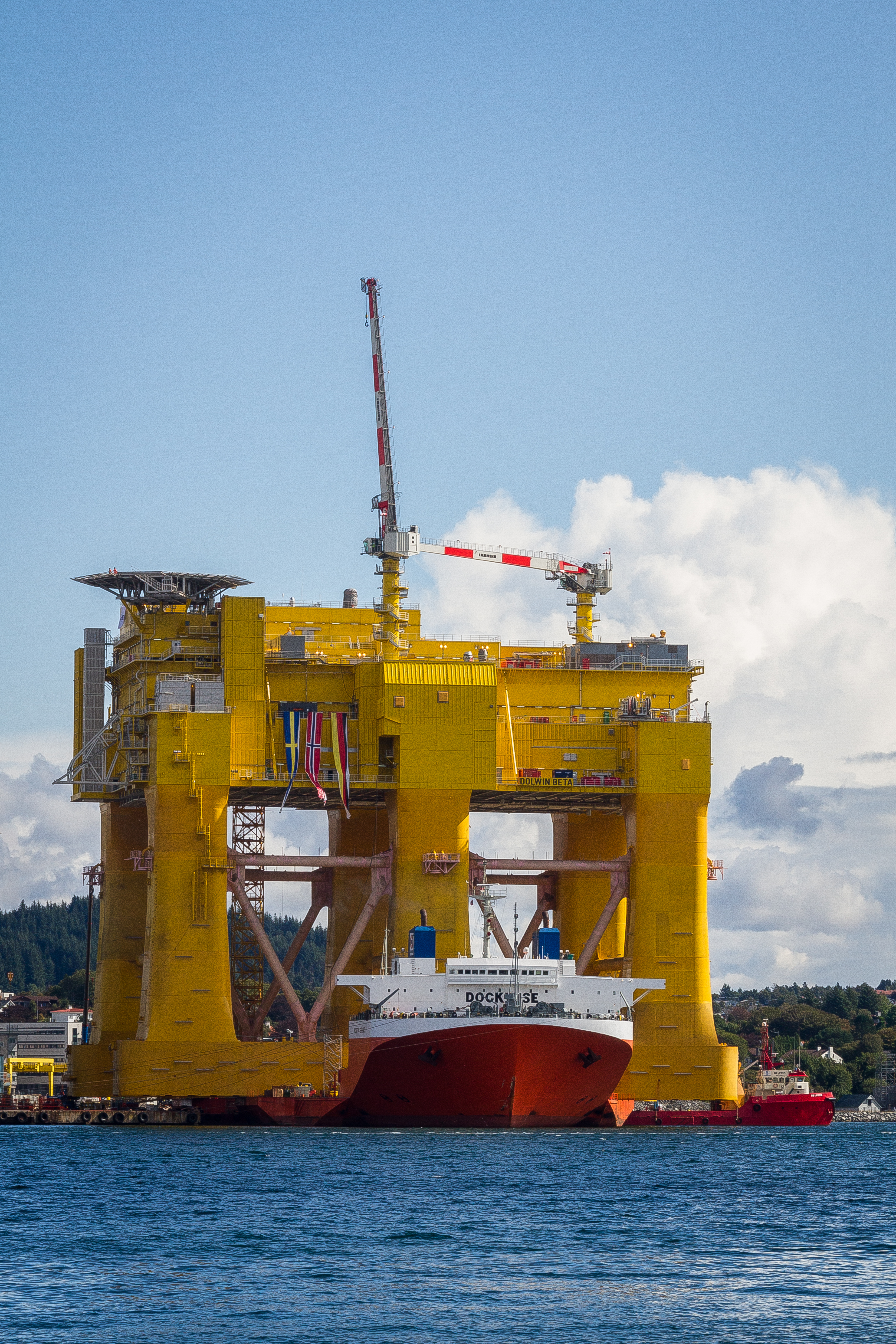
Konverterplattform DolWin beta in Haugesund, Norwegen 2014

Die Windenergieanlagen sind über Mittelspannungskabel mit einer Umspannplattform im Windpark verbunden, die den Dreiphasenwechselstrom (Drehstrom) von 33 kV auf Hochspannung von 155 kV transformiert. Von dort aus wird der Strom mittels einer Seekabel-Verbindung an das Offshore-HGÜ-System DolWin2 des Übertragungsnetzbetreibers Tennet TSO geleitet. An die Konverterplattform DolWin beta schließen auch die Offshore-Windparks Gode Wind II und Nordsee One an. Nach Umwandlung in Gleichstrom erfolgt die Übertragung über 135 km (davon 45 km Seekabel und 90 km Erdkabel) zur Konverterstation Dörpen/West bei Heede (Emsland).
Aufgrund von Kabelfehlern konnte das im Oktober 2016 errichtete HGÜ-System DolWin 2 erst Mitte 2017 in den Regelbetrieb gehen.

## Betrieb
Dong Energy nutzt seit 2015 ein Gelände in Norddeich als Wartungs- und Servicestützpunkt. Hier steht die Betriebsführungszentrale, errichtet durch das Bauunternehmen Johann Bunte. Aufgrund des Zubaus in der Nordsee wird die Betriebsführungszentrale erweitert.

## Zwischenfall
Am Abend des 24. April 2023 kollidierte das Küstenmotorschiff Petra L mit einer der Windkraftanlagen des Windparks. Das Schiff, das sich mit einer Ladung Getreide auf der Fahrt von Stettin nach Antwerpen befand, war zuvor deutlich vom Kurs abgekommen und in die Sicherheitszone um den Windpark eingedrungen. Es wurde bei der Kollision im Bugbereich stark beschädigt. Es handelte sich um die erste Kollision eines Frachtschiffs mit einer Windkraftanlage in der Deutschen Bucht.